# Sélection naturelle cosmologique
 (juillet 2012).
Si vous disposez d'ouvrages ou d'articles de référence ou si vous connaissez des sites web de qualité traitant du thème abordé ici, merci de compléter l'article en donnant les références utiles à sa vérifiabilité et en les liant à la section « Notes et références ».

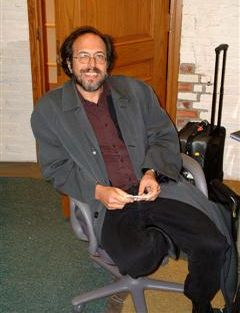
L'auteur Lee Smolin.

La théorie de la sélection naturelle cosmologique (ou des univers féconds) proposée par Lee Smolin en 1992, suggère qu'un processus analogue à la sélection naturelle biologique s'applique à des échelles plus grandes. Smolin résuma son idée dans La vie du Cosmos.
La théorie présume que l'effondrement de trous noirs cause l'émergence de nouveaux univers de l'« autre côté » dont les constantes fondamentales (vitesse de la lumière, mur de Plank, etc.) peuvent différer légèrement de celles des trous noirs géniteurs. Chaque univers donne ainsi naissance à autant d'univers qu'il possède de trous noirs et certains univers peuvent mourir par mort thermique faute de constantes cosmologiques adéquates avant de donner une descendance. Ainsi, la théorie contient les idées évolutionnaires de reproduction et mutation des univers ainsi que de sélection naturelle. Pour Smolin, les univers les plus féconds, c'est-à-dire susceptibles de produire le plus de "bébé-univers", sont les univers riches en carbone et en oxygène, soit par ailleurs des univers susceptibles d'abriter la vie telle que nous la connaissons. Une telle théorie est une réponse au principe anthropique fort.

## Sélection naturelle cosmologique avec intelligence
Plusieurs travaux ont apporté l'intelligence et la théorie de l'information au cadre de base.